# Sivignon
Sivignon é uma comuna francesa na região administrativa de Borgonha-Franco-Condado, no departamento Saône-et-Loire. Estende-se por uma área de 12,47 km². Em 2010 a comuna tinha 176 habitantes (densidade: 14,1 hab./km²).